# Edward Garnett
Edward Garnett (1868–1937) fue un escritor, crítico literario y editor inglés de gran importancia en su época, que contribuyó de manera fundamental, por ejemplo, a la publicación de Hijos y amantes de D. H. Lawrence

## Biografía
Su padre, Richard Garnett (1835-1906) era profesor y bibliotecario del British Museum. Su mujer, Constance Garnett, era conocida por sus traducciones de literatura rusa; su hijo David Garnett también fue escritor.
Garnett solo recibió unos años de educación formal en la City of London School, que abandonó a los 16 años; a partir de entonces se educó a sí mismo con unas lecturas amplísimas. Ganó reputación en su época por su mezcla de sentido común y sensibilidad para la literatura contemporánea. Su influencia a través de su apoyo a otros autores excedía de hecho con mucho la de sus propias obras. Intercambió correspondencia con autores de un amplio espectro, desde Petr Kropotkin hasta Edward Thomas.
Trabajó como editor y lector de manuscritos para las editoriales londinenses T. F. Unwin Ltd., Duckworth and Co. y Jonathan Cape. En 1898 reunió a Joseph Conrad, del que era amigo y mentor, y a Ford Madox Ford; ambos colaboraron durante los primeros años del siglo XX. Garnett también era amigo de D. H. Lawrence, y por un tiempo influyó en él empujándole hacia la ficción realista. También tuvo cierto papel para la publicación de las obras de T. E. Lawrence, aunque se equivocó al rechazar el Retrato del artista adolescente de James Joyce cuando trabajaba para Duckworth, en 1915. En cambio, defendió enérgicamente a John Galsworthy, quien le dedicó The Man of Property ("El propietario"), de la Saga de los Forsyte. Otros protegidos suyos fueron los estadounidenses Stephen Crane y Robert Frost, y el australiano Henry Lawson, y ayudó al irlandés Liam O'Flaherty.
Como autor no tuvo tanta suerte: su obra The Breaking Point fue prohibida en Londres bajo la censura del Lord Chamberlain. Su publicación, en cambio, sí fue permitida, y en 1907 salió a la luz junto con una carta abierta al censor, escrita por el también crítico William Archer. Esto puede considerarse como un episodio más en la campaña que por encontes se libraba, con George Bernard Shaw a la cabeza, para lograr la libertad del teatro.

## Obras
- An Imaged World (1894)
- The Art of Winnifred Matthews (1902)
- The Breaking Point, a Censured Play. With Preface and a Letter to the Censor (1907)
- Hogarth (1911)
- Tolstoy: His Life and Writings (1914)
- The great war in 1916, a neutral's indictment (1917), escrito con Louis Raemaekers, H. Perry Robinson y M. B. Huish
- Turgenev (biografía) (1917)
- Papa's War and Other Satires (1918)
- Friday Nights; Literary Criticisms and Appreciations (1922)
- Letters from W. H. Hudson, 1901-1922 (editor) (1923)
- Letters from Joseph Conrad 1895-1924 (editor) (1928)
- The trial of Jeanne d' Arc and other plays (1931)
- Letters from John Galsworthy 1900-1932 (editor) (1934)
- Edward Thomas: A selection of letters to Edward Garnett (reimpresión de 1981)